# Sandra Milowanoff
Sandra Milowanoff, nata Aleksandra Milovanov, (San Pietroburgo, 23 giugno 1892 – Parigi, 8 maggio 1957), è stata un'attrice russa naturalizzata francese.

## Biografia
Nata a Pietroburgo da Marija e Aleksej Milovanov, fin da piccola si dedicò alla danza. Entrò a far parte del corpo di ballo della celebre Anna Pavlova, riscuotendo grande successo nel ruolo di Anna in La bella addormentata, il balletto di Tchaïkovski.
Dopo una tournée trionfale in diverse capitali europee, Alexandrine lascerà la sua terra natale nel 1917 per fuggire dalla rivoluzione russa. La sua famiglia si rifugiò a Montecarlo dove lei, alla ricerca di un lavoro, trovò un piccolo ruolo di attrice in un film di René Navarre. Affascinato dalla sua bellezza, il regista Louis Feuillade le affidò un ruolo nel serial Les Deux Gamines a fianco dell'attrice Blanche Montel. Dopo il successo incontrato presso il pubblico, Feuillade le diede una parte in Parisette, serial in dodici episodi.
Henri Fescourt, in Les Misérables, le affidò il doppio ruolo di Fantine e Cosetta. Lei si dimostrò così a proprio agio nella tragedia, che subito dopo interpretò la misera protagonista di Pêcheur d'Islande di Jacques de Baroncelli, dove recitava a fianco di Romuald Joubé. La carriera di Sandra Milovanoff continuò di successo in successo fino all'avvento del cinema parlato.

### Vita privata e morte
Ritiratasi nel più completo anonimato, morì l'8 maggio 1957 a Parigi, poco prima di compiere i sessantacinque anni. Venne sepolta nel cimitero Pantin (Seine-Saint-Denis).

## Filmografia
- La p'tite du sixième (1917)

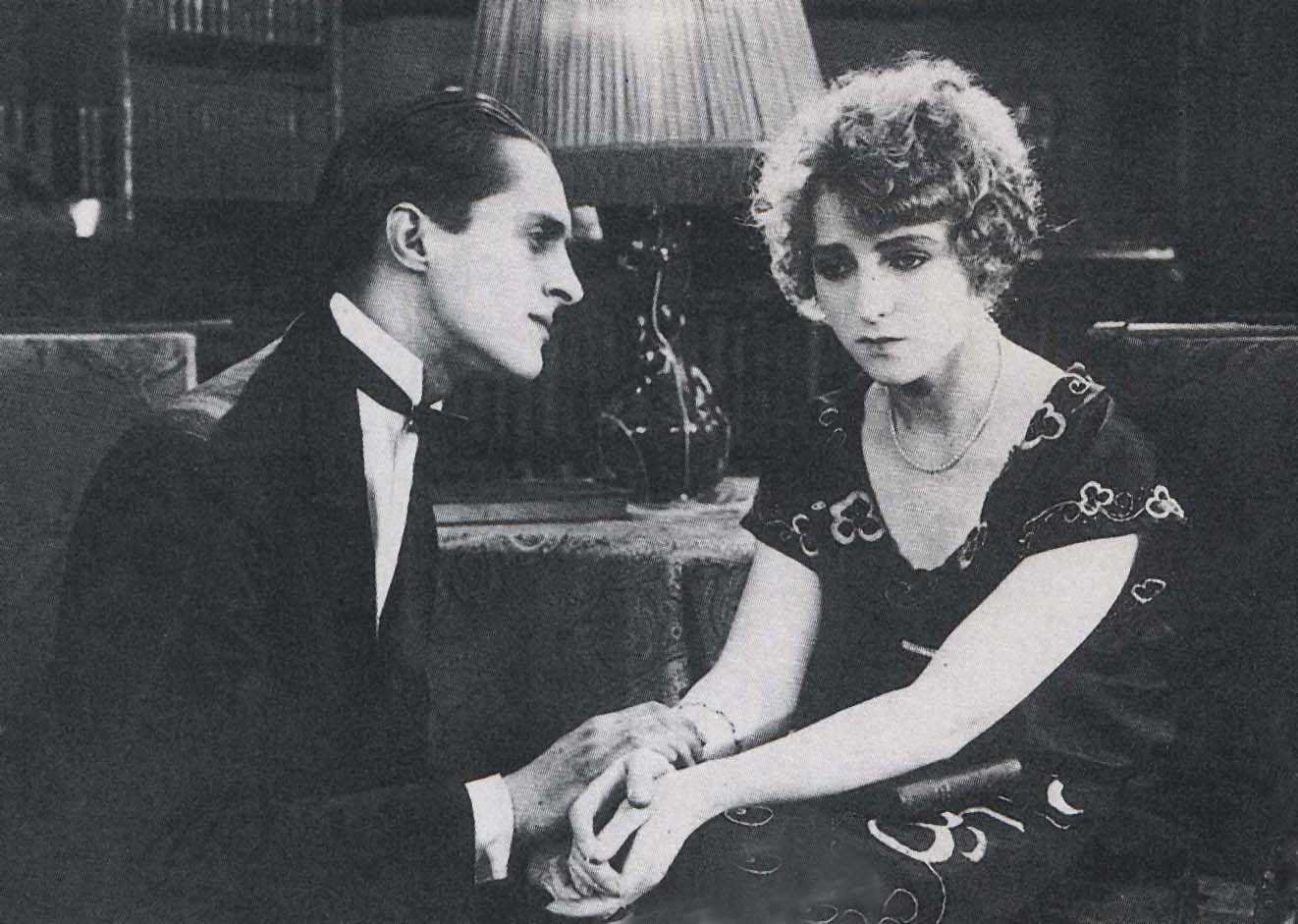
René Clair e Sandra Milovanoff in Parisette

- Les Deux Gamines, regia di Louis Feuillade (1921)
- L'Orpheline, regia di Louis Feuillade (1921)
- Parisette di Louis Feuillade (1921)
- Le Sens de la mort di Jacob Protozanoff (1922)
- Le Fils du flibustier di Louis Feuillade (1922)
- La Légende de soeur Béatrix di Jacques de Baroncelli (1923)
- I miserabili (Les Misérables), regia di Henri Fescourt (1925)
- Après Mein Kampf mes crimes, regia di Alexandre Ryder (1940)